# Lepyrodiclis
Lepyrodiclis – rodzaj roślin z rodziny goździkowatych. Obejmuje trzy gatunki. Zasięg rodzaju obejmuje Azję na obszarze od Azji Mniejszej, Kaukazu i Iraku na zachodzie po Chiny i Tajlandię na wschodzie. Poza tym L. holosteoides rośnie jako gatunek introdukowany w Stanach Zjednoczonych, różnych krajach Europy i Azji Wschodniej. Gatunek ten jest uciążliwym chwastem upraw.

## Morfologia
PokrójRośliny jednoroczne z łodygą podnoszącą się, rozgałęzioną.
LiścieRównowąsko lancetowate do lancetowatych, bez przylistków.
KwiatyZebrane w szczytowy kwiatostan w postaci wierzchotki lub wiechy, z przysadkami wspierającymi kwiaty. Działek kielicha brak. Płatki korony są białe lub czerwonawe, całobrzegie lub wycięte na szczycie. Pręcików jest od 7 do 14, zwykle 10. Zalążnia jest jednokomorowa z kilkoma zalążkami i dwiema, rzadziej trzema szyjkami słupka.
OwoceKulistawe torebki otwierające się dwiema, rzadziej trzema klapami. Nasiona w liczbie jednego lub dwóch, rzadko trzech, drobne.

## Systematyka
Pozycja systematyczna
Rodzaj z plemienia Alsineae podrodziny Alsinoideae z rodziny goździkowatych Caryophyllaceae.
Wykaz gatunków
- Lepyrodiclis holosteoides (C.A.Mey.) Fenzl ex Fisch. & C.A.Mey.
- Lepyrodiclis stellarioides Schrenk ex Fisch. & C.A.Mey.
- Lepyrodiclis tenera Boiss.